# Rally Cross 2
Rally Cross 2 is een videospel voor het platform Sony PlayStation. Het spel werd uitgebracht in 1998.

## Ontvangst
| Beoordeeld door                 | Datum            | Score |
| ------------------------------- | ---------------- | ----- |
| Absolute Playstation            | maart 1999       | 88%   |
| Electronic Gaming Monthly (EGM) | januari 1999     | 81%   |
| Gamezilla                       | 12 november 1998 | 78%   |
| GameSpot                        | 13 november 1998 | 77%   |
| The Video Game Critic           | 15 februari 2011 | 75%   |
| Freak                           | december 1998    | 73%   |
| Super Play                      | februari 1999    | 71%   |
| Adrenaline Vault, The (AVault)  | 2 april 1999     | 70%   |
| Playstation Pro (UK Magazine)   | juni 1999        | 55%   |
| Joypad                          | januari 1999     | 40%   |